# 이세벽
이세벽(1977년 ~)은 대한민국의 가수다. 2020년 싱글 《춤추고》로 데뷔했다.

## 방송
- 슈퍼스타K3 (2011)
- 보이스퀸 (2019) - Top80
- 오마이싱어 (2021)
- 전국 TOP 10 가요쇼 (2022)
- TBC 가요 아카데미 (2022) - 진행
- 콘테스트M3 (2023) - 동상

## 음반
- 춤추고 (2020)
- 바람 부는 날 (2022)
- 꽃길만 걷자 (2022)
- 핸드폰이 어딨나? (2023)

## 수상
- 고모령가요제 최우수상
- 왕평가요제 금상